# Kaczanowo
Kaczanowo – wieś w Polsce położona w województwie wielkopolskim, w powiecie wrzesińskim, w gminie Września.
Wieś duchowna, własność kustosza kapituły katedralnej poznańskiej, pod koniec XVI wieku leżała w powiecie pyzdrskim województwa kaliskiego.
W latach 1954–1959 wieś należała i była siedzibą władz gromady Kaczanowo, po jej zniesieniu w gromadzie Września-Południe. W latach 1975–1998 miejscowość administracyjnie należała do województwa poznańskiego.
W 1881 w Kaczanowie urodził się Antoni Tabaka – przedsiębiorca i fabrykant mebli, twórca i właściciel Specjalnej Fabryki Krzeseł i Stołów w Swarzędzu.

## Zabytki
- Kościół św. Marcina w Kaczanowie (nr rej.: 952/A z 5.03.1970[6])
- Słup (Kolos) z 1855 z patriotyczno-religijnymi płaskorzeźbami[7]